# Can Sabadell (Barcelona)
Can Sabadell és una masia situada a la Rambla de Prim, 247-255, al barri de la Verneda i la Pau de Barcelona, inclosa en l'Inventari del Patrimoni Arquitectònic de Catalunya.

## Història
Per aquests contorns hi havia un mas anomenat Can Viudet, on s'amagaren molts soldats francesos durant la Guerra del Francès, fugint de la persecució de la milícia popular. Josep Manso i Solà, que operava per aquesta zona, s'incorporà a l'exèrcit, arribant a general, i li fou atorgat el títol de Comte del Llobregat.
La masia va ser edificada el 1941 per Josep Sabadell (†1990) i disposava d'una gran extensió de terres de conreu. A finals del segle xx, hi vivia la vídua Francesca Tuneu i els hereus són els seus fills, Francesc i Montserrat Sabadell Tuneu.

## Descripció
Edifici de planta quadrada amb un annex i entorn d'horta i jardineria. La façana principal té el portal i tres balconades. Un dels laterals presenta tres balcons i diversos finestrals. A la part annexa hi ha cinc finestrals petits. La coberta és un terrat practicable.